# أل بومروح شمكلي (كرخة)
أل بومروح شمكلي (بالفارسية: البومروح شمکلی) هي قرية تقع في إيران في قسم كرخة الريفي. يقدر عدد سكانها بـ 345 نسمة بحسب إحصاء 2016.